# Huitrelle
L'Huitrelle est une rivière française qui coule dans le département de l'Aube. C'est un affluent du cours inférieur de l'Aube en rive droite, donc un sous-affluent de la Seine.

## Géographie
L'Huitrelle prend sa source dans la commune de Mailly-le-Camp. Dès sa naissance, elle se dirige globalement vers le sud, direction qu'elle maintient jusqu'à la fin de son parcours. Elle se jette dans l'Aube (rive droite) à la limite entre les communes de Vinets et d'Isle-Aubigny.
Sa longueur totale est de 23,4 kilomètres.

## Communes traversées
Département de l'Aube, d'amont en aval :
- Mailly-le-Camp, Poivres, Trouans, Dosnon, Grandville, Lhuître, Vinets et Isle-Aubigny.

## Hydrologie
L'Huitrelle est une rivière de Champagne crayeuse.
Son débit a été observé, par la DIREN Champagne-Ardenne, durant une période de 11 ans (1997-2007), à Lhuître, localité du département de l'Aube, située peu avant son confluent avec l'Aube (ref:). Les données recueillies sont encore incomplètes en 2007.
Le bassin versant de la rivière à Lhuître est de 160 km2.
Les crues de la rivière sont fort peu importantes. Les QIX 2 et QIX 5 valent en effet respectivement 2,3 et 3,4 m3/s. Le QIX 10 est de 4,2 m3/s, le QIX 20 de 4,9 m3/s. Quant au QIX 50, il n'a pas été calculé, faute d'une durée d'observation suffisante pour le faire valablement.
Le débit instantané maximal enregistré à Lhuître a été de 4,83 m3/s le 25 avril 2001, tandis que la valeur journalière maximale était de 4,54 m3/s le même jour. Si l'on compare la première de ces valeurs à l'échelle des QIX de la rivière, on constate que cette crue était d'ordre vicennal, et donc destinée à se reproduire en moyenne tous les vingt ans environ.
Au total, l'Huitrelle est une rivière régulière et assez abondante dans le contexte de la Champagne crayeuse. La lame d'eau écoulée dans son bassin est de 225 millimètres par an, ce qui est inférieur à la moyenne d'ensemble de la France tous bassins confondus (320 millimètres), et aussi à la moyenne du bassin de l'Aube (plus ou moins 296 millimètres). Le débit spécifique (ou Qsp) se monte dès lors à 7,2 litres par seconde et par kilomètre carré de bassin.